# 小頭獸屬

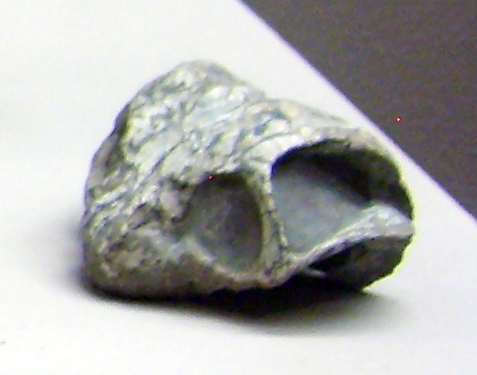
小頭獸的頭顱骨 - 柏林自然史博物館

小頭獸屬（屬名：Cistecephalus）是種小型、特化、穴居的二齒獸類，身長約33公分。小頭獸的頭部平坦、呈楔形，前肢非常強壯，類似現代穴居哺乳類的前肢結構。
小頭獸是由理察·歐文在1876年所敘述、命名，是第一群被命名的二齒獸類之一。
到目前為止，小頭獸的化石發現於南非卡魯盆地的小頭獸組合帶，以及尚比亞、印度。另一相近屬Kawingasaurus，化石發現於坦尚尼亞的Kawinga組地層，該地層可能與小頭獸組合帶是同一地質年代。

## 外部連結
- 小頭獸
- The Beaufort Formation - Karoo Basin